# St. Peter (by)
St. Peter er en landsby i kantonen Graubünden i Schweiz. Byen dannede førhen sin egen kommune, men den 1. januar 2008 blev denne lagt sammen med nabokommunen Pagig til kommunen St. Peter-Pagig. Før sammenlægningen havde St. Peter 168(2007) indbyggere.
St. Peter har egen kirke og er endvidere station på jernbanelinjen Chur – Arosa.

## Galleri
- Byskilt på vejen mellem Chur og Arosa
- St. Peter